# Букаєв Валерій Олександрович
Вале́рій Олекса́ндрович Бука́єв (* 1 лютого 1976, Краснодон — † 25 січня 2009) — депутат ВР України, член фракції Партії регіонів (з 11.2007), член Комітету з питань бюджету (з 12.2007), президент ФК «Зоря» (Луганськ) (2007), почесний президент ФК «Зоря» (Луганськ) (2008—2009).

## Біографічні відомості
Валерій Букаєв — уродженець Краснодону. У 2003 році закінчив Луганський регіональний інститут менеджменту за фахом «Фінанси» (кваліфікація — економіст з фінансової роботи).
З 1995 року — приватний підприємець. Був директором Краснодонської філії ТОВ «Мет-Люкс-Сервіс», засновником ТОВ «Укр-Гермес» та ТОВ «Укр-Вікойл».
З 2006 року — голова наглядової ради ТОВ «Партнер Банк», засновник ТОВ «Луганськінтерресурс», президент футбольного клубу «Зоря» (Луганськ).
У 2002—2006 рр. був депутатом Краснодонської міськради, у 2006—2007 рр. — депутат Луганської обласної ради від Партії регіонів.
Народний депутат України 6-го скликання з 11.2007 від Партії регіонів, № 101 в списку. На час виборів: президент ФК «Зоря», член ПР. Став членом Комітету Верховної Ради з питань бюджету.
Почесний президент футбольного клубу Зоря (Луганськ).
В. Букаєва вважали одним з найвпливовіших бізнесменів Луганської області. У сфері його впливу перебували такі структури, як «Укр-Вікойл» і «Укр-Гермес», що торгують нафтопродуктами, компанія «Лугвугілля», що постачаяє устаткування вугільним підприємствам, фермерське господарство «Краснодон-Агро», ФК «Зоря», що виступає в українській Прем'єр-лізі.
Одружений, мав двох дітей — сина Данила (1998 р.н.) та доньку Марію (2002 р.н.)